# Magyar királyok és uralkodók (könyvsorozat)
A Magyar királyok és uralkodók egy 21. századi magyar nyelvű népszerű ismeretterjesztő történelmi könyvsorozat. A Duna International Könyvkiadó Kft. gondozásában Budapesten a 2010-es években napvilágot sorozat 27 kötetben mutatta be a Magyarország vezetőit (fejedelmeit, királyait és alkalmi kormányzóit) a honfoglalás korától a 20. századig. A szélesebb közönség számára készült, olvasmányos feldolgozások nagy alakú, képekkel gazdagon illusztrált kötetekben jelentek meg, amelyek a következők voltak:
- 1. kötet – Árpád és Géza fejedelmek
- 2. kötet – István és Orseolo Péter
- 3. kötet – I. András és I. Béla
- 4. kötet – Salamon, I. Géza és I. László
- 5. kötet – Könyves Kálmán és II. István
- 6. kötet – Vak Béla és II. Géza
- 7. kötet – III. István, III. Béla, Imre és III. László
- 8. kötet – II. András és IV. Béla
- 9. kötet – V. István, IV. (Kun) László és III. András
- 10. kötet – Károly Róbert és Nagy Lajos
- 11. kötet – Mária, Zsigmond és Albert
- 12. kötet – V. László és Ulászló
- 13. kötet – I. (Hunyadi) Mátyás
- 14. kötet – II. Ulászló, II. Lajos és I. (Szapolyai) János
- 15. kötet – I. Ferdinánd, Miksa és Rudolf
- 16. kötet – II. Mátyás, II. Ferdinánd, III. Ferdinánd
- 17. kötet – I. Lipót és I. József
- 18. kötet – János Zsigmond, Báthory István, Báthory Zsigmond
- 19. kötet – Bocskai István, Rákóczi Zsigmond és Báthory Gábor
- 20. kötet – Bethlen Gábor és I. Rákóczi György
- 21. kötet – II. Rákóczi György, Barcsay Ákos és Kemény János
- 22. kötet – A két Apafi Mihály
- 23. kötet – Thököly Imre és II. Rákóczi Ferenc
- 24. kötet – III. Károly és Mária Terézia
- 25. kötet – II. József, II. Lipót és I. Ferenc
- 26. kötet – V. Ferdinánd, I. Ferenc József, IV. Károly
- 27. kötet – Hunyadi János, Kossuth Lajos, Horthy Miklós